# Bruchela rufipes
Bruchela rufipes is een keversoort uit de familie boksnuitkevers (Anthribidae). 

## Kenmerken
Een kever heeft een lichaam van 2 tot 2,8 mm lang, zwart gekleurd behalve de elementen van de antennes en poten. De antenne is rood of geelrood waarbij de laatste of drie laatste segmenten donker zijn. Het voorste paar poten is geheel rood of geelrood. Bij het middelste en achterste paar hebben de schenen deze kleur, terwijl de voeten bruin zijn en de dijen voornamelijk zwart. Zowel de boven- als de onderkant van het lichaam zijn dicht bedekt met witachtige, schilferige haren, en die aan de bovenkant zijn breder dan die van B. suturalis en B. conformis. De kop is voorzien van middelgrote, uitpuilende en bijna ronde ogen. Het halsschild is iets langer dan breed en heeft een klokvormige omtrek: de voorkant is versmald, de zijkanten zijn afgerond en versmald naar voren, en de achterkant is naar achteren verlengd en recht gesneden. De hoezen zijn anderhalf keer langer dan schouderbreedte en bij de naad ontbreekt een contrasterende band van wit haar. Er is een brede en diepe groef op het pygidium die verdwijnt in de achterste helft. Seksueel dimorfisme komt tot uiting in de structuur van het vijfde (laatste) zichtbare sterniet van de buik: bij de man heeft het een holte met randen, en bij de vrouw heeft het een klein kuiltje bedekt met geschubde haren.

## Levenswijze
Bruchela rufipes is oligofaag, geassocieerd met Reseda, vooral geelachtige reseda. Volwassen insecten worden gevonden in mei en juni. Ze voeden zich met de bloemen en bladeren van de waardplant. De larven ontwikkelen zich op hun beurt in de zaadcapsules, waar ze zich voeden met de zaden. Eenmaal gegroeid verlaten ze de capsules en verpoppen ze in de bovenste laag grond. Zodra ze volwassen zijn eten ze pollen.

## Verspreiding
Bruchela rufipes is bekend uit Spanje, Frankrijk, Zwitserland, Oostenrijk, Italië, Duitsland, Polen, Tsjechië, Slowakije, Hongarije, Oekraïne, Zuid-Rusland, Roemenië, Servië, Bulgarije, Macedonië, Griekenland en Algerije.